# Flensborg ZOB
Flensborg ZOB/Flensburg ZOB (ZOB er forkortelse for tysk Zentraler Omnibusbahnhof, dvs. centrale busstation) er en busstation i det centrale Flensborg. Den er beliggende i Søndergårdender (Süderhofenden) mellem Sankt Nikolaj og Sankt Hans i midtbyen. Busstationen udgør det trafikale knudepunkt for kollektiv trafik i Flensborg og omegn og havde i 1998 omtrent 26.000 påstigninger og afstigninger og cirka 1.000 ankommende og afgående bybusser og rutebiler på en hverdag.[kilde mangler] Tæt på busstationen findes byens biograf, Holm-Passagen, det Gamle Posthus og Havnespidsen (enden af Flensborg Fjord). Historisk mundede Skærbækken ud tæt på den nuværende busterminal i Flensborg Fjord.
Rutebilstationen på Søndergårdender blev allerede indrettet i december 1931. Den blev opført på stedet, hvor den tidligere statsbanegård fra 1884 har ligget. Før 1931 fungerede Røde Gade som busstationen, men den blev snart lille for de store busser. I 1951 blev rutebilstationen på Søndergårdender udvidet og i 1997/98 blev der gennemført en omfattende ombygning og modernisering.